# Fredy Keller

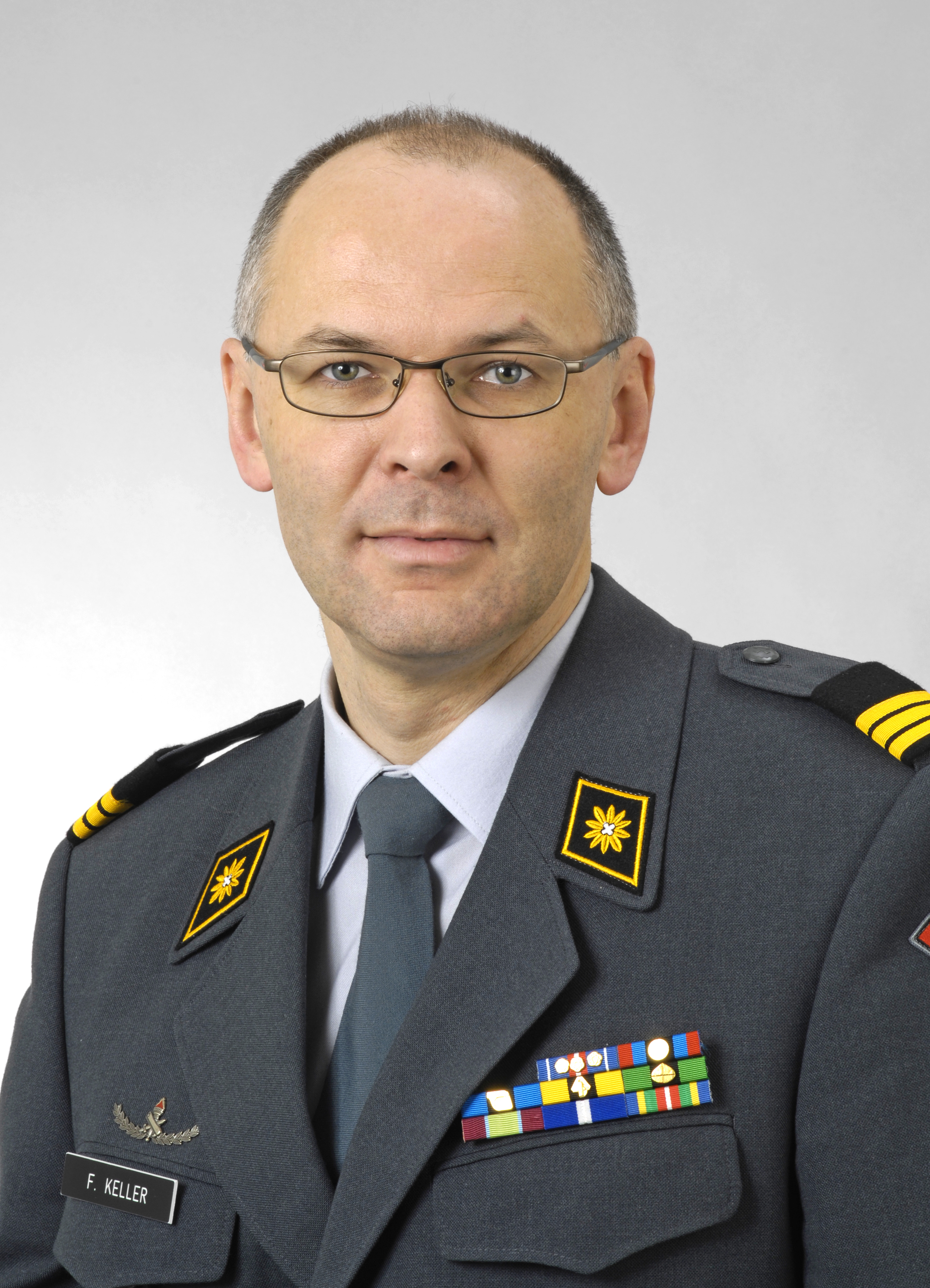
Fredy Keller (2010)

Fridolin «Fredy» Keller (* 1. August 1967) ist ein Schweizer Berufsoffizier im Rang eines Brigadiers.

## Leben
Nach seiner Ausbildung zum Instruktor der Schweizer Armee war Keller von 1996 bis 2000 in verschiedenen Funktionen der Schulen des Heeres tätig. Danach war er bis 2003 Projektoffizier und übernahm 2004 das Kommando für das zehnte Kontingent der Swisscoy im Kosovo im Rahmen der friedensfördernden Militärmission KFOR der NATO. Nach seinem Auslandseinsatz war er bis 2007 Gruppenchef, Stabscoach und Projektleiter an der Generalstabsschule in Kriens. 2008 übernahm er wiederum ein Kommando – jenes des Ausbildungszentrums der Swissint und 2011 schliesslich das Kommando der Swissint selber. Swissint ist nicht nur zuständig für die Entsendung der Swisscoy in den Kosovo, sondern für sämtliche friedensfördernden Auslandseinsätze der Schweizer Armee. Dieses Kommando hatte er bis im Oktober 2018 inne. Keller wurde per 1. Februar 2019 unter gleichzeitiger Beförderung zum Brigadier zum Stabschef Chef der Armee ernannt und löste in dieser Funktion Raynald Droz ab. 2022 wurde er von Brigadier Hans Schatzmann (Offizier) abgelöst und war zuletzt zugeteilter Höherer Stabsoffizier des Chefs der Armee, bis er das Instruktionskorps per 1. August 2023 aus gesundheitlichen Gründen verliess.